# Velika Ilova Gora
Velika Ilova Gora este o localitate din comuna Grosuplje, Slovenia, cu o populație de 70 de locuitori.